# Руркела
Руркела је град у Индији у држави Ориса. Према незваничним резултатима пописа 2011. у граду је живело 273.217 становника.

## Становништво
Према незваничним резултатима пописа, у граду је 2011. живело 273.217 становника.
| 1991.   | 2001.   | 2011.   |
| ------- | ------- | ------- |
| 215.509 | 224.601 | 273.217 |